# Ковальчук Євген Олександрович
Євге́н Олекса́ндрович Ковальчу́к (народився 11 червня 1982) — підполковник Збройних сил України, командир загону спецпризначення.

## З життєпису
Випускник 2013 року Національного університету оборони України ім. Івана Черняховського, закінчив з відзнакою — нагороджений шаблею часів Богдана Хмельницького. В листопаді 2013-го проходив навчання на військовому аеродромі 456-ї гвардійської бригади транспортної авіації ВПС України поблизу Вінниці — в складі 8-го полку спеціального призначення (Хмельницький).
На виборах до Хмельницької обласної ради 2015 року балотувався від партії «Відродження». На час виборів проживав у Хмельницькому, був начальником штабу-першим заступником командира 8-го полку спеціального призначення.

## Нагороди
19 липня 2014 року — за особисту мужність і героїзм, виявлені у захисті державного суверенітету та територіальної цілісності України, вірність військовій присязі під час російсько-української війни, відзначений — нагороджений орденом Богдана Хмельницького III ступеня.